# Burgstall Obertaisbach
Der Burgstall Obertaisbach bezeichnet eine abgegangene mittelalterliche Niederungsburg in Oberteisbach, einem Gemeindeteil der niederbayerischen Gemeinde Loiching im Landkreis Dingolfing-Landau. Er liegt etwa 280 m in ostsüdöstlicher Richtung von Oberteisbach im Schermauerholz. Er befindet sich in einer Entfernung von 2,9 km südöstlich von Loiching und wird als Bodendenkmal unter der Aktennummer D-2-7340-0042 im Bayernatlas als „ebenerdiger Ansitz des Mittelalters“ geführt.

## Beschreibung
Der Burgstall liegt auf einer Hangnase, die einem nach Westen leicht abfallenden Plateau vorspringt. Er liegt 30 m über der Talsohle des Teisbachs. Ein bis zu 1,5 m hoher halbkreisförmiger Abschnittswall mit einem 1,3 m tiefen Außengraben schützt die Anlage gegen das ansteigende östliche Hinterland. Der halbrunde Innenraum besitzt eine Breite von 15 m und eine Tiefe von 11 m. Auf der steil abfallenden Vorderkante weist er eine 1,5 m tiefe und eine weitere Eingrabung auf. 17 m unterhalb der Anlage wird der Steilhang durch ein vorgelagertes Podest unterbrochen.